# 川島総次
川島 総次（かわしま そうじ、文政8年（1825年） - 元治元年9月5日（1864年10月5日））は、幕末の尊王攘夷運動家。諱は友利。1898年（明治31年）贈従五位。野根山二十三士の一人で、最も年長者だった。お笑いタレントの劇団ひとり（本名・川島省吾）は子孫（来孫）にあたる。

## 経歴・人物
本籍・土佐国安芸郡佐喜浜村（現在の高知県室戸市佐喜浜町）で、父の名は七五郎である。家は代々野根山岩佐の番士である。1864年（元治元年）、清岡道之助を首領とする野根山屯集に参加して捕らえられ、同年9月5日に刑死。墓は高知県安芸郡田野町の福田寺にある。人柄は温厚寡言で、人と事を争わなかった。

## 家族・親族
川島家
- 父・七五郎[3]
- 妻・縫（志士中岡慎太郎の姉）
- 嗣子・友兵衛[3] - 長岡郡田井村に居住した[3]。
- 孫・正件（1869年 - 1937年、高知県士族、政治家・高知市長） - 高知市に居住した。友兵衛の長男[5]。劇団ひとりの曽祖父[6]。劇団ひとりは「27、28歳のころ、両親とプライベートで高知を訪れた時に、安芸郡田野町にある二十三士の墓にも足を運んだことがある。」と述べている[6]。